# Llantrisant
Llantrisant est une ville du pays de Galles (Mid Glamorgan), située dans le county borough du Rhondda Cynon Taf.

## Géographie
Llantrisant est une localité située au sommet d’une colline, à une altitude de 174 m, dans le comté historique de Glamorgan, au Pays de Galles. La ville est située en bordure de la rivière Ely et du Afon Clun, les cours d'eau locaux.
La ville abrite le Royal Mint, chargé de la frappe de la monnaie britannique.
La population était de 15 313 habitants en 2011.

## Toponymie
Le nom de la ville vient de llan, nom du lieu, paroisse des trois saints. Les trois saints gallois sont Illtyd, Gwynno et Dyfodwg.

## Histoire
Le peuplement de Llantrisant et ses environs remonte à plus de trois millénaires. 
Deux sites d'inhumation datant de l'âge du bronze, des tumuli, se trouvent sur Mynydd Garthmaelwg, sur le versant de la rivière Ely opposé à la ville,.
Un menhir, pierre dressée d'un mètre cinquante de haut et d'un mètre soixante huit de large, probablement datant de l'âge du bronze, a été découvert à Miskin lors des fouilles effectuées pour la construction de l'autoroute M4.
Un site fortifié (hillfort) de l'Âge du fer se dresse sur la colline de Rhiwsaeson. L’enceinte, maintenant connue sous le nom de Caerau Hillfort, mesure 230 m sur 180 m.
Un peuplement s'est établi sur ce site depuis au moins le début du VIe siècle, quand le poète  Aneurin a écrit sur les maisons blanches de Glamorgan en se référant à Llantrisant.
Vers 1246, Richard de Clare, 6ème comte de Hertford en prend possession et construit le château de Llantrisant. De Clare aurait alors défini les limites du « comté » de Llantrisant bien que la charte exacte n'ait été signée qu'en 1346.
En 1346, Llantrisant obtient une charte royale quelques mois avant que les archers de la ville n'aident Édouard de Woodstock, le Prince Noir, fils aîné d'Édouard III d'Angleterre, à vaincre l'armée française à la Bataille de Crécy. 
Les tireurs à l'arc de Llantrisant ont joué un rôle crucial dans l'adoption de l'arc (longbow anglais) comme arme pour la couronne d'Angleterre au Moyen Âge.
Llantrisant est l'un des huit cantons constituant l'arrondissement de Glamorgan après les lois de 1535 à 1542 de l'Acte d'Union, statut qu'il a conservé jusqu'en 1918.

## Architecture
Le lieu emblématique de la ville est la place du centre commercial, le Bull Ring qui était autrefois utilisé pour des combats entre chiens et taureaux (bull-baiting), jusqu'à leur interdiction en 1827.
La parc abrite une statue de William Price, un précurseur de la crémation.

### Model House
La première workhouse du Glamorgan ouvre à Llantrisant en mai 1784, utilisant des cottages de Swan Street et une partie du Black Cock, un pub de Yr Allt, une route au sud-ouest du terrain de Bull Ring, entre l'église paroissiale (à l'ouest) et le château (à l'est).
L'Union Workhouse est construite en 1884 sur le Bull Ring. À l'ouest, une statue du Dr Price a été dressée, derrière la fontaine publique. On l'appelle The Model House, dans la mesure où les optimistes ont cru que ses pensionnaires mèneraient une vie chrétienne exemplaire. 
Deux pubs, une boutique et un cottage ont dû être démolis pour faire place à l'extension de la workhouse.
Au début des années 1900, le local a cessé d'être une worhouse ; il a été transformé en logements locatifs, puis en auberge et ensuite un magasin général appelé County Stores. On y a vendu de la farine, des marchandises diverses, du tissu et des draps de laine, même des chaussures et des bottes.
Dans les années 1950, le site est acheté par 'Planet Gloves' qui fabrique des gants jusqu'à la fin des années 1960.
Ensuite, The Model House reste vide pendant plusieurs années jusqu'à que les autorités l'achètent et le transforment, en 1989, en centre artisanal.
Un centre artistique, Model House, est créé par l'Arts Council of Wales, à la suite du retrait de « l'Arts Council of Great Britain » en 1994, recevant 35 000 visiteurs par an.
Le rez-de-chaussée abrite des galeries d'art du verre, des céramiques, des créations de bijoux d'artistes britanniques et gallois, ainsi qu'un artiste-peintre local. Les étages supérieurs sont dédiés aux créateurs dont le travail peut être vendu dans leur boutique ou au rez-de-chaussée.
Toute l'année, des expositions sont offertes au public ; adultes et enfants peuvent acquérir les bases de la création contemporaine.
Model House Ltd, a pourtant été placée en liquidation et a fermé en décembre 2009. L'établissement a été repris par le Rhondda Cynon Taf County Borough Council qui a dû faire des réparations et a rouvert le centre à la mi-2010.

### Le château de Llantrisant

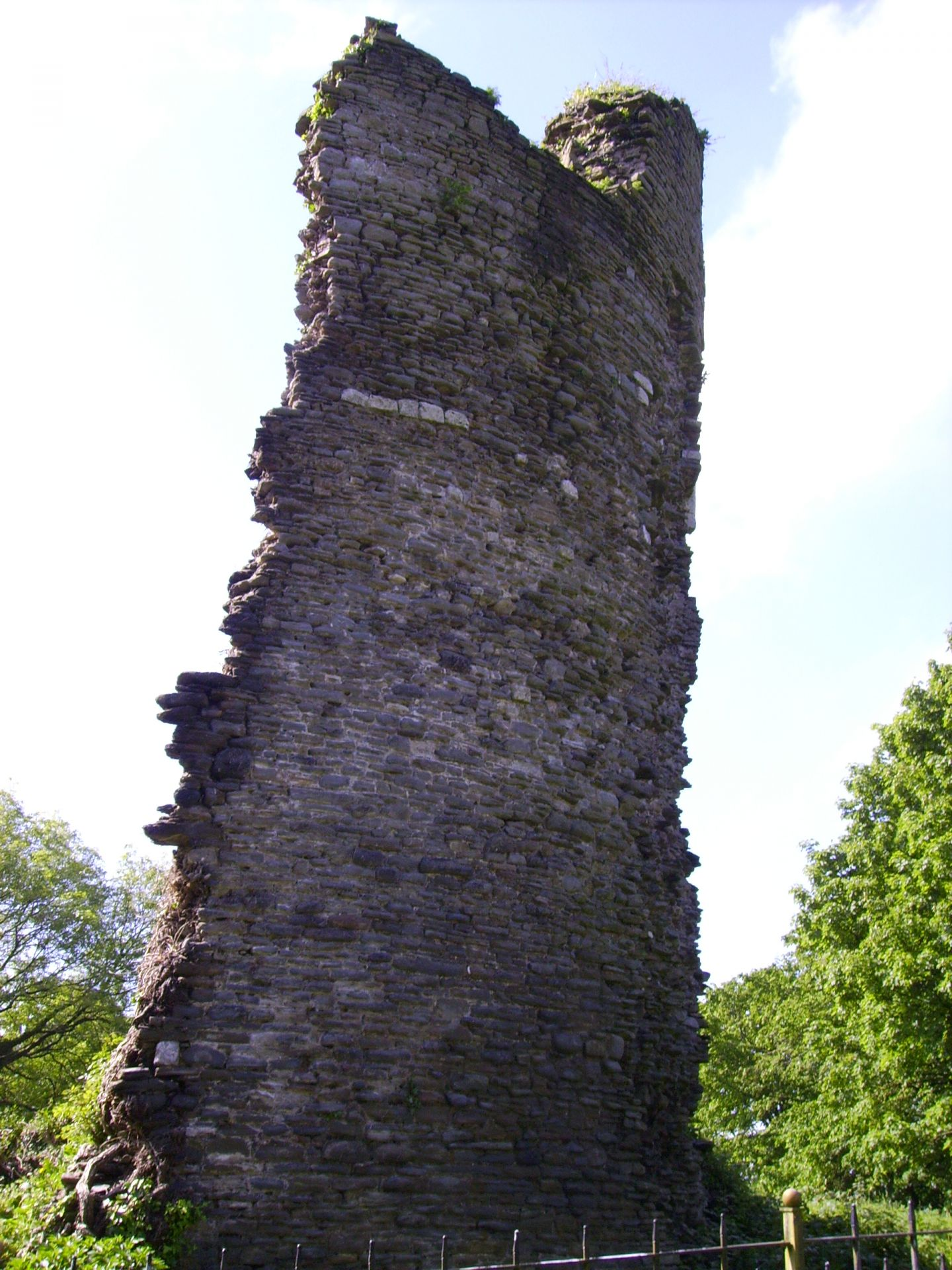
Les ruines du château de Llantrisant.

Le château de Llantrisant se trouve dans un parc au centre de la ville. Il ne subsiste qu'un mur de la tour du corbeau. 
Bien qu'élevé à l'origine comme une fortification en bois, il a été reconstruit en tant que structure de pierre vers 1246 par Richard de Clare, seigneur de Glamorgan. En 1294, le château est endommagé lors du soulèvement contre les Normands, sous la direction de Madog ap Llywelyn, puis à nouveau en 1316 par Llywelyn Bren. On pense que le château a été détruit en 1404 par Owain Glyndŵr bien qu’il n’existe aucune preuve écrite de cet événement. John Leland a rapporté dans ses écrits que le château avait été ruiné  en 1536.

### Église paroissiale de Llantrisant et chapelle de Penuel
Au début des années 1900, Llantrisant comptait huit chapelles, ainsi que l'église paroissiale de Llantrisant.
Il ne reste que deux édifices religieux.
Le plus ancien est l'église de y tri sant. 
Les trois saints auxquels l'église est dédiée sont Illtud, Gwynno et Dyfodwg. Le site aurait été un lieu de culte chrétien depuis au moins le VIIe siècle. L'église fut construite 1096 et reconstruite par Richard de Clare en 1246 dans le style normand. Au XVe siècle, la tour a été ajoutée. Son intérieur abrite l'effigie d'un guerrier du XIIIe siècle, censé être Cadwgan, seigneur de Miskin. L'intérieur a été restauré en 1874 par le designer néo-gothique gallois John Prichard. 
L'ancien bureau paroissial construit en 1873 sur George Street est maintenant une maison privée.
Le deuxième édifice religieux de Llantrisant est la chapelle baptiste de Tabor, construite en 1828. Elle se trouve sur un site surélevé à côté du château de Llantrisant, accessible par des escaliers sur High Street.

### Y Billy Wynt
Au sommet de Y Graig se trouve une tour de pierre connue localement sous le nom de « Billy Wynt». Tour auxiliaire avec son positionnement en hauteur, c'est un lieu historique. Au début du XIXe siècle, la tour était en ruines. Elle a été restaurée en 1890.

### Y Pwysty
Y Pwysty, la maison des poids et mesures, était située sur ce site depuis l’époque médiévale. Autrefois connue sous le nom de The Angel Inn, c’est là, chez Y Pwysty que la pesée des marchandises était contrôlée pour les marchés et les foires de la ville.

### The Royal Mint
La Royal Mint qui produit toutes les pièces de monnaie britanniques a été transférée de Londres à Llantrisant en 1967 afin de répondre à la demande après le passage du Royaume-Uni à la monnaie décimale. La Royal Mint est désormais entièrement située à Llantrisant après un déménagement progressif et emploie plus de 900 travailleurs sur son site de 24 hectares. Outre les pièces britanniques, la Monnaie royale produit des pièces pour environ 60 pays, ainsi que des médailles et des lingots. La Monnaie royale existe depuis environ 1 100 ans, d'abord dans la tour de Londres, puis dans Tower Hill et maintenant à Llantrisant. 
L'établissement attire les touristes et organise des événements et des expositions sur des thèmes particuliers.

## Environnement
Llantrisant est typique de la plupart des localités de la région sud du pays de Galles. La localité abrite des oiseaux et des mammifères caractéristiques des hautes terres des îles britanniques. Le site comprend également les pâturages communaux de Llantrisant, un site d’intérêt scientifique particulier qui abrite des plantes rares.

## Transports
Llantrisant est desservi par la gare de Pontyclun à moins de 5 km, appelée autrefois Llantrisant railway station.
Transport for Wales gère le service.

## Économie et emploi
La ville abrite le Royal Mint qui fabrique entre autres toutes les pièces de monnaie britanniques. Ce sont environ 900 emplois qui ont été progressivement transférés à Llantrisant en 1967 avec, en plus, l'installation du musée, le Mint's museum.
Des commerçants indépendants ont ouvert leurs boutiques à Llantrisant Old Town.
Outre le Model House Craft & Design Centre qui occupe désormais une place de choix dans un ancien atelier du XVIIIe siècle du centre-ville, se trouve un établissement connu sous le nom de Bullring Stores, un magasin de jouets traditionnel enrichi de trouvailles vintage, de galeries et de restaurants.
Un salon de thé, The Polka Dot Teapot, la théière Polka Dot, se trouve à l'arrière de Model House, tandis que la galerie d'art Butchers Arms sur Common Road est un lieu prisé pour les déjeuners froids, le thé, le café et les gâteaux toute la semaine.

## Enseignement
L'enseignement s'est développé entre le XVIIe siècle et le XXe siècle.
La diversité des institutions religieuses et des services de l’école du dimanche s'est renforcée alors que l'église paroissiale normande a été le point de départ du mouvement éducatif. Il lui aura quand même fallu plus d'un siècle pour devenir une entité performante.

## Sports et loisirs
Le sport s'est développé à Llantrisant pendant des siècles. Les vestiges d'un terrain de Pêl-law (Handball gallois) datant des années 1790 subsistent à l'arrière du Workingmen's Club. 
Llantrisant est connue comme la patrie du Llantrisant RFC (Llantrisant Rugby Union Club) appelé localement Black Army .

### La chorale masculine de Llantrisant
La ville abrite l'un des plus anciens chœurs d'hommes du pays de Galles. 
Établi au moins dès 1898, l'ensemble a chanté aux États-Unis, en Italie, à Chypre, en Slovaquie, en Pologne, en France, en Allemagne, en Irlande, aux Pays-Bas et en Espagne. 
Les chanteurs se déplacent beaucoup au Royaume-Uni pour participer à des événements caritatifs et chanter lors de concerts. La chorale s'est produite dans de nombreux lieux prestigieux : Royal Albert Hall, Santa Maria Maggiore, Wales Millennium Centre et Hollywood Bowl. 
La chorale compte de nombreux membres de tous âges et de toutes origines sociales. Leur répertoire comprend un mélange de musique classique, d'hymnes gallois et de musique pop moderne.

## Personnalités locales
- William Price (1800-1893), médecin gallois, chartiste et néo-druide, a vécu en ville, y est décédé.
- Andrew Bishop, Bradley Davies et Scott Andrews, internationaux de rugby gallois.
- Sam Costelow (2001-), joueur de rugby à XV.
- Sir David Evans : Lord Maire de Londres en 1891.
- Sir Cennydd George Traherne : ancien Lord Lieutenant de Glamorgan.
- Sir Brandon Meredith Rhys Williams : ancien politicien conservateur.

## Jumelages
Des liens ont été établis avec :
- Crécy-en-Ponthieu (France) depuis 2015[23].